# كريستينا كاري روجرز
كريستينا كاري روجرز (بالإنجليزية: Kristina Curry Rogers)‏ هي إحاثية أمريكية، ولدت في 1974.